# Jóvenes Conservadores (República Checa)
Jóvenes Conservadores (en checo: Mladí konzervativci, abreviado como MK CZ) es una organización política juvenil de derecha checa. Es el ala juvenil del Partido Democrático Cívico (ODS).
Los miembros de MK CZ son jóvenes de 15 a 35 años de edad. Varios políticos importantes del partido ODS comenzaron como miembros de los Jóvenes Conservadores, incluidos Jan Zahradil, Jiří Pospíšil, Petr Sokol, Martin Baxa, Petr Gandalovič, Ivan Langer, Martin Novotný y Pavel Drobil. El expresidente de los Jóvenes Conservadores, Petr Mach, es el fundador del partido político de derecha Svobodní. El actual presidente de MK CZ es David Vančík, quien ocupa el cargo desde 2019.

## Ideología
El rumbo ideológico de los Jóvenes Conservadores fue dado por la Carta de los Jóvenes Conservadores siguiendo los principios conservadores básicos: democracia, nacionalismo, estado de derecho, libertad, libre mercado, tradición, propiedad privada, familia y moralidad. A lo largo de su historia, los Jóvenes Conservadores cooperaron estrechamente con el Partido Cívico Democrático (ODS). La organización define su enfoque hacia la Unión Europea como euroescéptica.